# Siona (papillon)
Pour le peuple, voir Siona. Pour le langage, voir Siona (langue).
Genre
Siona est un genre de lépidoptères (papillons) de la famille des géométridés.
En Europe, ce genre ne comprend qu'une seule espèce :
- Siona lineata (Scopoli, 1763)